# 克拉克斯代爾 (密蘇里州)
克拉克斯代爾（英語：Clarksdale）是位於美國密蘇里州迪卡爾布縣的城市。

## 人口
根據2020年美國人口普查的數據，克拉克斯代爾的面積為0.84平方千米，皆為陸地。當地共有人口245人，而人口密度為每平方千米292人。